# Tetrastigma pubiflorum
Tetrastigma pubiflorum là một loài thực vật hai lá mầm trong họ Nho. Loài này được (Miq.) Suess. miêu tả khoa học đầu tiên năm 1953.